# Schillingstedt
Schillingstedt is een plaats en voormalige gemeente in de Duitse deelstaat Thüringen, en maakt deel uit van de Landkreis Sömmerda.
Schillingstedt telt  inwoners.
Op 6 juli 2018 werd Schillingstedt opgenomen in de gemeente Sömmerda.